# Acacia erythrophloea
Acacia erythrophloea är en ärtväxtart som beskrevs av John Patrick Micklethwait Brenan. Acacia erythrophloea ingår i släktet akacior, och familjen ärtväxter. Inga underarter finns listade i Catalogue of Life.